# Zraščena dvojčka
Zraščena dvojčka (poljudno tudi siamska dvojčka) sta dvojčka, ki se med embrionalnim razvojem nista popolnoma ločila in sta zato na določeni mestih zarasla. Takšna motnja se pojavi, če zigoti enojajčnih dvojčkov ostaneta deloma združeni. Zraščeni dvojčki se rodijo približno enkrat na 200.000 rojstev. Možnost preživetja je okoli 5-15 %. 30 od 100 zraščenih dvojčkov umre že v predrojstvenem času. Večja je verjetnost, da sta zraščena dvojčka ženskega spola (70-75 %). Porod poteka načeloma s pomočjo carskega reza.
Zraščene dvojčke pogosto imenujemo tudi siamski dvojčki po slovitih kitajskih zraščenih dvojčkih Čangu in Engu Bunkerju (1811–1874), ki sta prihajala iz Siama (danes Tajska).
Najbolj znani siamski dvojčici v tem času sta trenutno osemnajstletni Brittany in Abigail Hensel.

## Vrste zraščenosti
Otroka sta lahko zraščena le preko zunanjih tkiv, lahko pa so zraščeni tudi notranji organi. Lahko se dogodi, da imata zraščena dvojčka na primer le eno srce ali ena pljuča ...
Zraščeni so lahko različni deli telesa: 
- prsi (v okoli 70 % primerov)
- boki (v okoli 5 % primerov)
- glavi (v manj kot dveh odstotkih)
- trebuha
- zadnjici

V medicini glede na zraščenost ločijo različne tipe zraščenih dvojčkov:
- torakopagus - zraščenost v prsnem predelu (toraks),
- omfalopagus - zraščenost v trebušnem predelu,
- pigopagus - zraščenost v zadnjičnem predelu,
- kraniopagus (kefalopagus) - zraščenost v predelu glave.
- Posebne oblike zraščenosti: dicefalija (en trup z dvema glavama),
- Za posebno obliko gre tudi pri tako imenovani fetalni inkluziji (tudi plod v plodu ali fetus in fetu), kjer je en plod nepravilno razvit in se nahaja v telesu drugega ploda.

## Ločitev
Če je operativna ločitev mogoča in se opravi v prvih treh tednih po porodu, je smrtnost okoli 50-odstotna, med 4. in 14. tednom pa le 10 %. Prognoza je seveda odvisna od vrste in obsega zraščenosti.
Kirurška ločitev je mogoča le, če imata oba otroka prisotne vse življenjsko nujne organe ter nimata preveč prepletenih osnovnih presnovnih procesov.